# نبع جعيتا
نبع جعيتا هو نبع موسمي في لبنان، ينبع من سفح الجبل في المنطقة التي يحمل اسمها والواقعة في جنوب قرية مرستي في أعالي الشوف في جبل لبنان. تتدفق مياهه بقوّة في بداية فصل الربيع، وتستمر حوالي شهرين أو أكثر بقليل. ثم تشحّ تدريجيّاً وتجف في منتصف شهر يونيو. تتدّفق مياه هذا النبع من أسفل صخرة ضخمة. يتوافد السياح والزوار إلى النبع من مناطق مختلفة من لبنان والعالم، يتبرّك البعض بزيارته، ويعبؤون الأوعية ويغتسلون، ويتناولون طعامهم قربه في ظل أشجار السنديان الضخمة.
يًعد النبع أحد مصادر المياه لمدين بيروت، وهناك مشروعات دولية للحفاظ عليه من التلوث.

## روايات حوله
تقول الرواية أن اثنين من الأنبياء كانا يمرّان في تللك الجبال، ورغب أحدهما بشربة ماء، فانبرى الثاني وضرب الصخرة بكفّه وبحد السيف، فتفجرّت المياه.[بحاجة لمصدر]

## المرجع
1. ↑  اعلان نتائج دراسة عن مياه نبع جعيتا، دنيا الوطن، دخل في 24 يونيو 2021.